# 운 포키토 투요
《운 포키토 투요》(스페인어: Un poquito tuyo)는 2019년 방영된 멕시코의 텔레노벨라이다.